# Goj Motorclub
De Goj Motorclub (Gój Motoros Egyesület), met hun leden de Goj-rijders, is een motorclub in Hongarije. Het is een antiziganistische en antisemitische Hongaarse politieke beweging. Het logo van de club is een Hongaarse strijder die gezeten op een motor pijlen schiet vanuit zijn boog. Onder de figuur ligt de kaart van het Hongaarse deel van de dubbelmonarchie - pre-Eerste Wereldoorlog - inclusief de landen die Hongarije na die oorlog verloor: de zogenaamde Landen van de Heilige Hongaarse Stefanskroon. Een verwijzing naar de irredentistische inhoud van Hongaars nationalisme.

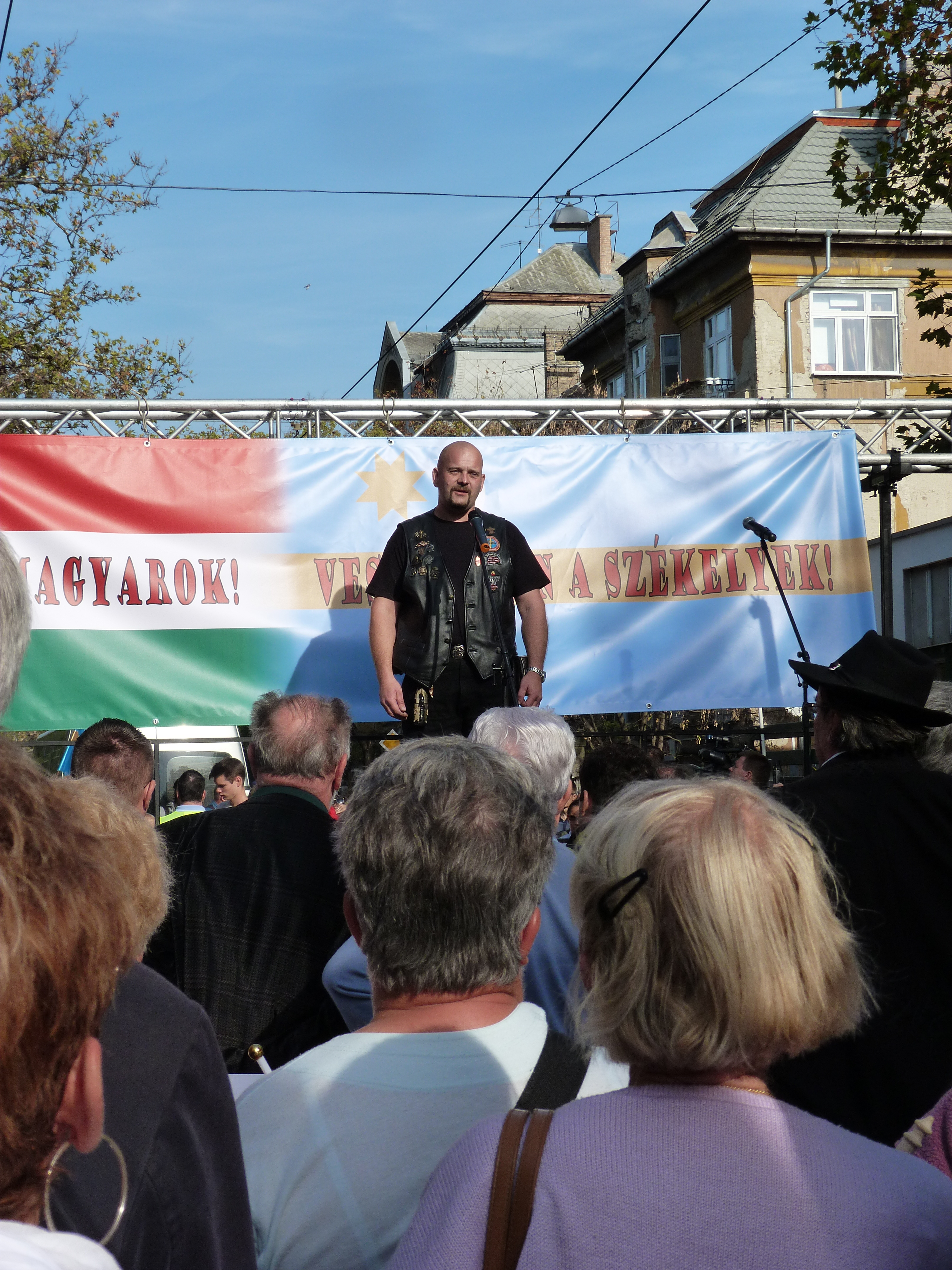
Een lid van de motoclub tijdens een betoging voor autonomie van het Szeklerland in 2013

## Etymologie
De naam is afgeleid van het oud-Hebreeuwse woord goj, dat "een volk" of "een natie" betekent. Het woord is in het moderne Hebreeuws en het Jiddisch het woord geworden voor een niet-Jood, soms met een negatieve connotatie. Een serie van filologische essays in het Hongaarse liberaal literaire weekblad Élet és Irodalom (Leven en Literatuur), geschreven door 'vooraanstaande linguïsten', bediscussieerde de omkering van het woord door de Goj-rijders. Zij maakten zo van een uitsluitende definitie een insluitende vorm.

## Geschiedenis en lidmaatschap
De groep begon informeel in 2000 en organiseerde zichzelf als een non-profitorganisatie in 2006. De relatief dure motors maken dat de groep wordt gezien als welvarend. Dure, vaak geïmporteerde motorfietsen zijn buiten het bereik van veel Hongaren. Onder de leden zijn dan ook prominente figuren uit het zakenleven en de sport.

## Activiteiten
Naast de gewone motorritten rijdt de groep door plaatsen waar Roma-zigeuners worden beschuldigd van criminaliteit. De ritten zijn niet gewelddadig, maar worden wel beschouwd als verkapte dreigementen. In 2013 werden er controversiële plannen gesmeed voor een rit tijdens de Hongaarse herdenking van de Holocaust. De rit zou gehouden worden onder de noemer 'Gas er op!', een weinig subtiele verwijzing naar de nazi-vernietigingskampen. Later zouden de riders deze plannen echter veroordelen, waardoor het vermoeden dat de club achter de oorspronkelijke plannen zat afgezwakt werd.